# 詞花和歌集
『詞花和歌集』（しかわかしゅう）は、八代集の第六にあたる勅撰和歌集。1144年（天養元年）6月2日に崇徳院が下命し、藤原顕輔が撰者となって編集した。1150年（久安6年）から1152年（仁平2年）の間に成立した。10巻、総歌数409首。古写本では『詞華和歌集』と記される。

## 概要
藤原清輔『袋草紙』の記述に409首とあり、部立は春・夏・秋・冬・賀・別・恋上下・雑上下である。撰歌資料としては『玄々集』（65首）、三奏本『金葉和歌集』（63首、ただし44首が共通する）、『堀河院御時百人一首』（11首）、『久安六年御百首』（4首）が用いられた。収められた歌人は、曾禰好忠（17首）・和泉式部（16首）・大江匡房（14首）など『後拾遺和歌集』時代の歌人が多い。歌風は清新と評される一方、ざれ歌に似た歌も多い。
六条藤原家が単独で選者になった唯一の勅撰集であり、三奏本『金葉和歌集』を吸収しつつ『千載和歌集』を生み出すきっかけを作った。成立当初から批判があり、崇徳院は改撰を臨んだが、藤原清輔の死により叶わなかった。『詞花和歌集』への対抗として、藤原教長『拾遺古今』や藤原為経『後葉和歌集』が編まれた。

## 校注
- 『詞華和歌集』（松田武夫校訂、岩波文庫、1939年、新装復刊1994年）
- 『八代集3』（奥村恒哉校注、平凡社東洋文庫、1987年、ワイド版2008年）
- 『新日本古典文学大系9　金葉和歌集／詞花和歌集』（岩波書店、1989年）
  - 改訂版『詞花和歌集』（工藤重矩校注、岩波文庫、2020年）ISBN 4003003195
- 『和歌文学大系34　金葉和歌集／詞花和歌集』（錦仁校注、明治書院、2006年）